# Szántódpuszta
Szántódpuszta Szántód község része, Somogy vármegyében, a Siófoki járásban Siófoktól 11 km-re.

## Fekvése
Szántódtól 1,5 km-re, Zamárditól 3 km-re, Lullától 12 km-re található.

## Története
A településen már az avar korban is éltek, főként földműveléssel foglalkoztak, ezt egészítette ki csekély mértékben a kézműves ipar. A települést először a Tihanyi apátság 1055-ben kelt alapítólevele említi. Ebben az áll, hogy I. András király a tihanyi apátság alapításakor adományozta ezt a birtokot – többek között – a benedek rendi szerzeteseknek. Mezőgazdasági termékekkel, hallal, borral látták el innen a szerzeteseket és a révszolgálat is a feladataik közé tartozott. Többnyire egyházi birtok volt, egészen a török hódításig, amikor elnéptelenedett. A pusztán áll az a kúria, ahol valaha Kazinczy Ferenc meglátogatta a bérlőt, Palóczi Horváth Ádámot. Egy kétszáz évvel ezelőtti időből származó okirat tanúsága szerint akkoriban kápolna, gémeskút és kocsma állt e helyen, környezetében pedig s gondozott kertek látványa fogadta az utazót. 

## Látnivalók
A puszta legszebb része a Szent Kristóf kápolna – a hozzá tartozó majorsági temetővel – ahonnan gyönyörű kilátás nyílik a tihanyi félszigetre, s a Balaton északi partjára.
Szántódpusztán több mint harminc jelentős épületből álló majorsági jellegű műemlékegyüttes maradt fenn. Ezek – többek között kúria, csárda, cselédház, magtár, borospince, kápolna, temető – zömében az 1700-as évekből származnak, melyeket a 19. században kiegészítettek és a mai alakjukra hoztak. 
Helyreállításuk után – részben új funkciót kapva – az 1970-es évektől idegenforgalmi és kulturális központként működnek.
A Szántódpusztán működő turisztikai központ segít bepillantást nyújtani Magyarország és a szűkebb régió képzőművészeti, kultúrtörténeti, néprajzi emlékeibe. A műemlék épületekben állandó kiállítások idegenforgalmi szolgáltatások, fogadó, csárdák várják a turistákat. Ezen kívül lovas programok és lovaglási lehetőségek teszik még kellemesebbé az itt tartózkodást.
Ma a legtöbb nézőt a lovasprogramok vonzzák Szántódpusztára, amely nemzetközi versenyeknek is gyakran otthont ad.
Szántódpuszta 1995-ben kapta meg az Europa Nostra-díjat építészeti hagyományainak őrzésért, s az értékes műemlékek helyreállításáért.

## Képek

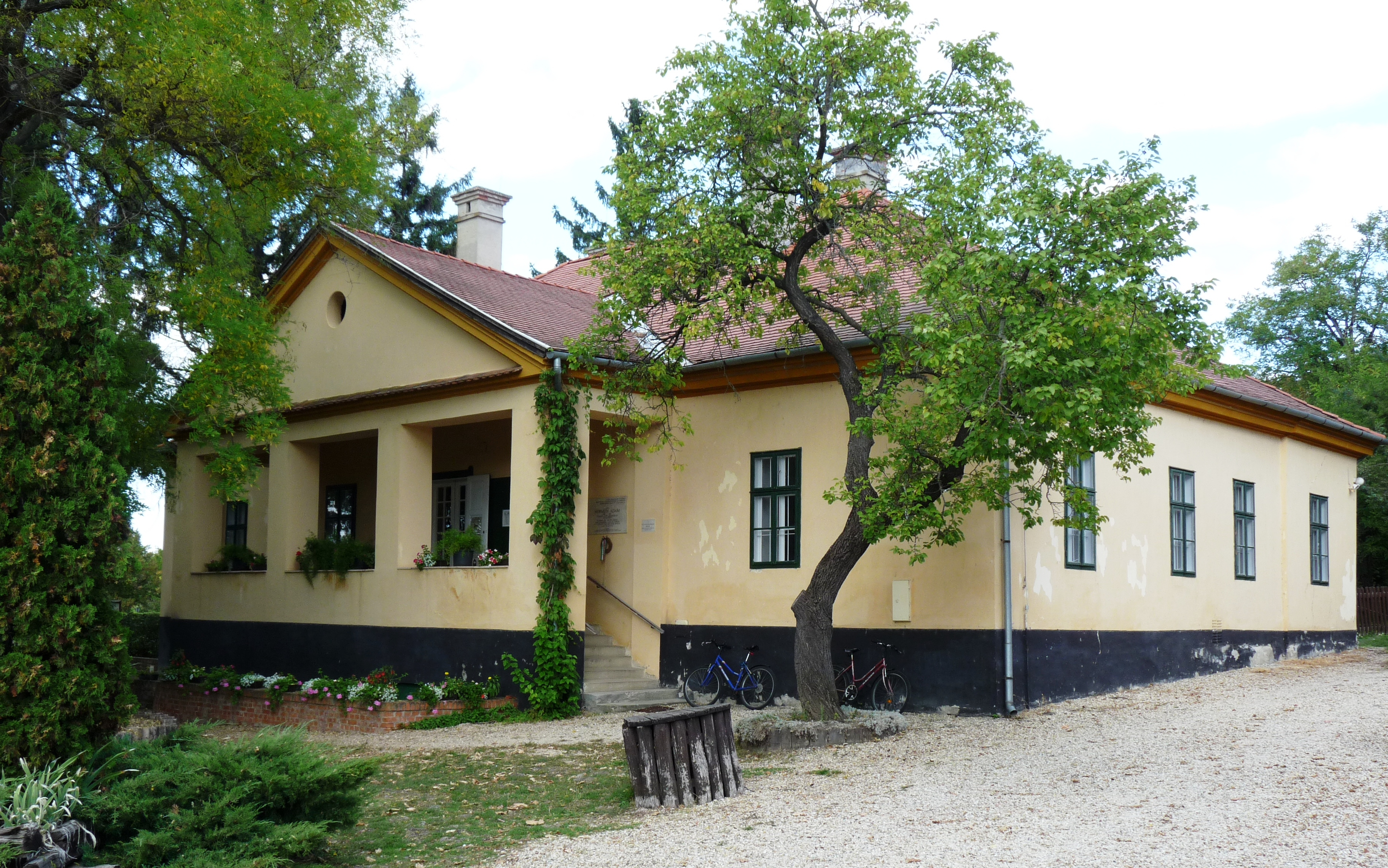
Kastély
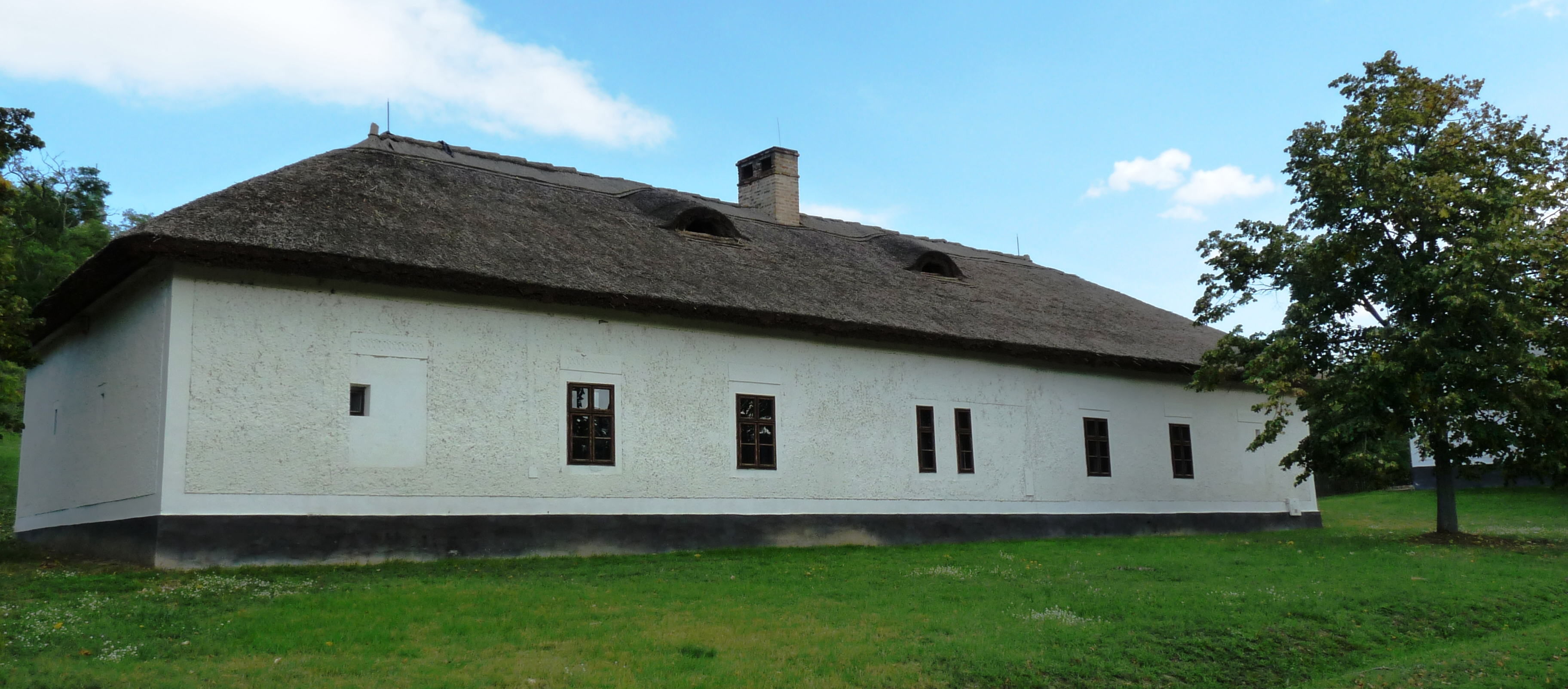
Pálóczi-ház
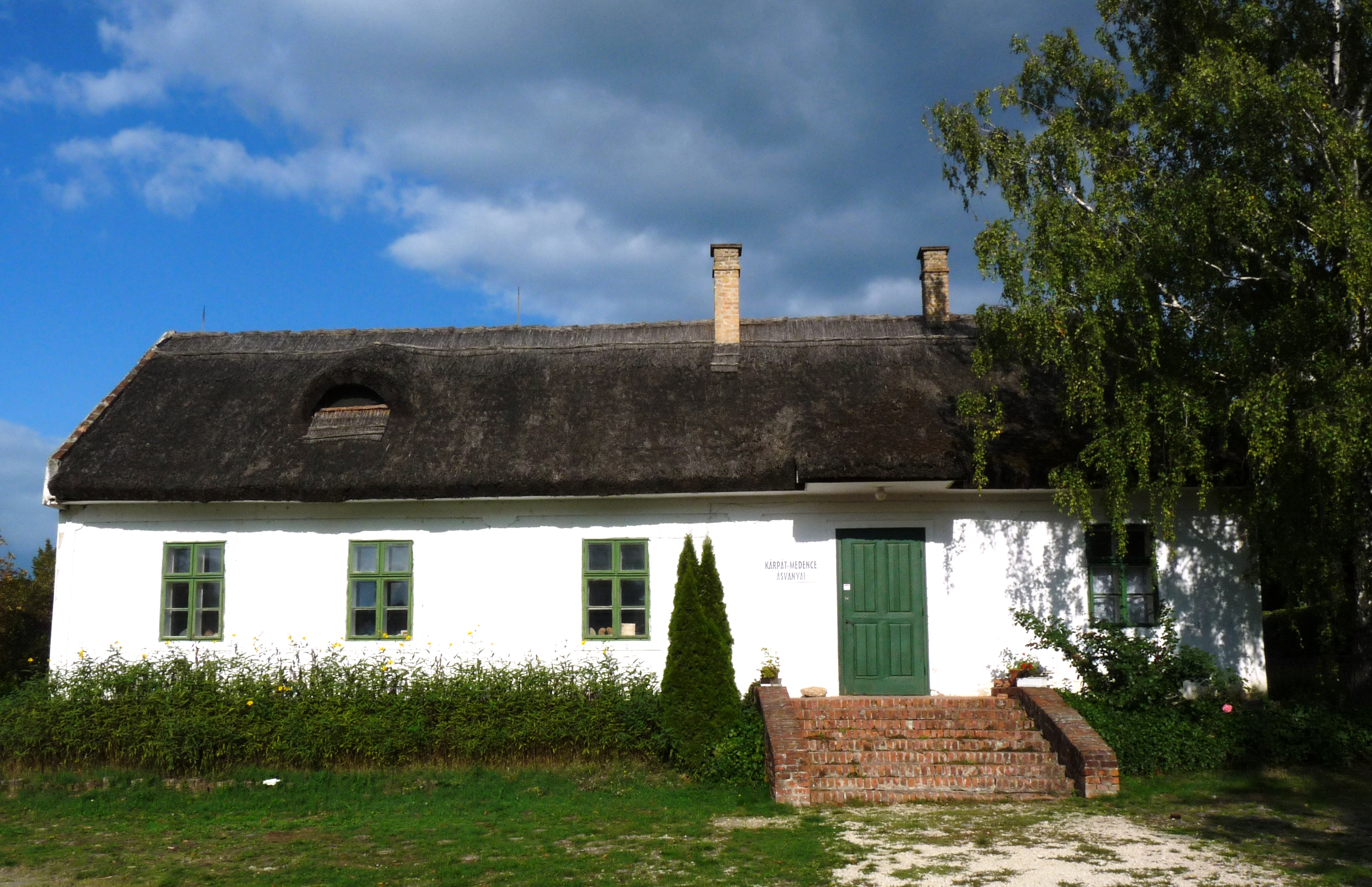
Cselédház
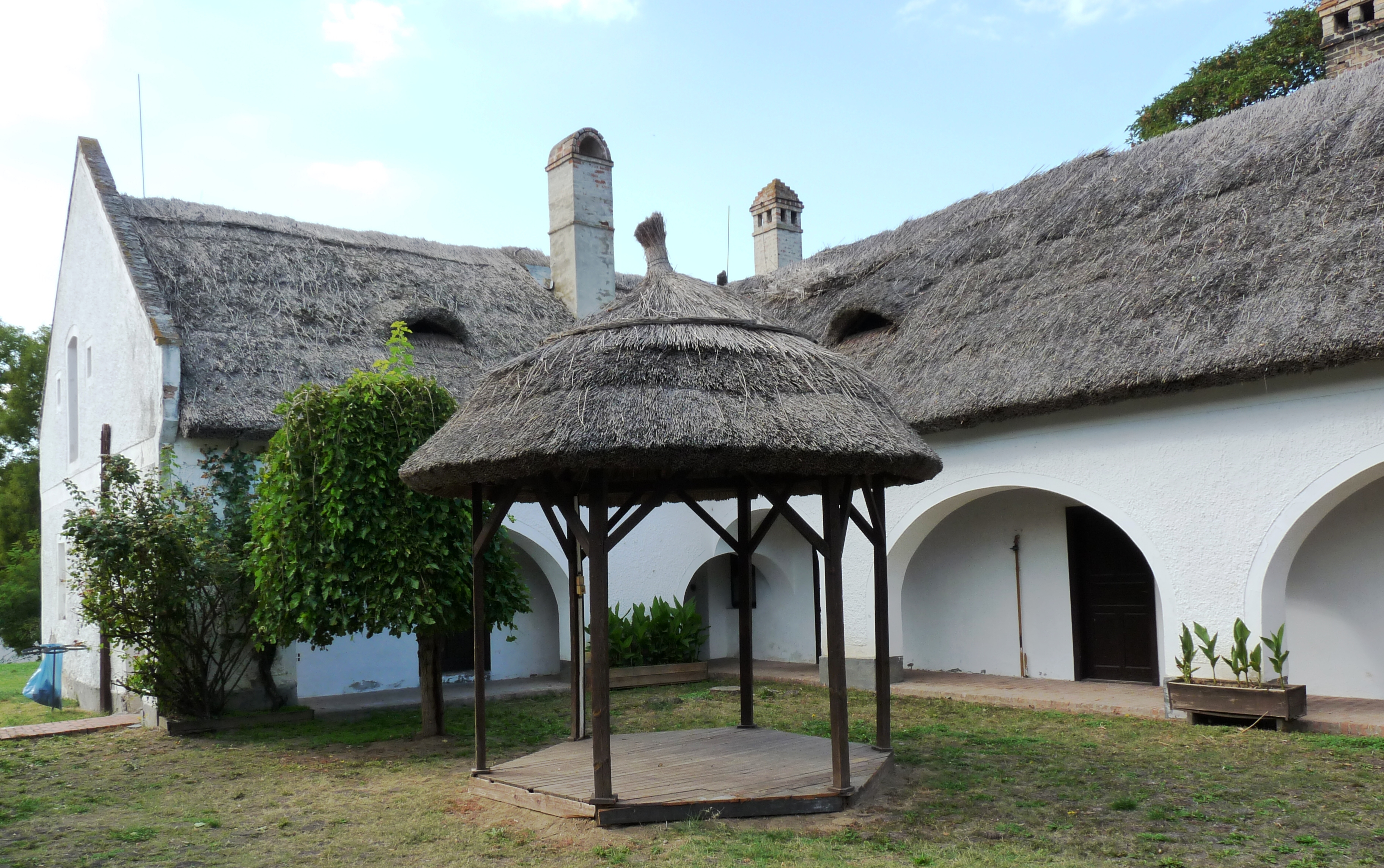
Öreg csárda (régen kocsma)
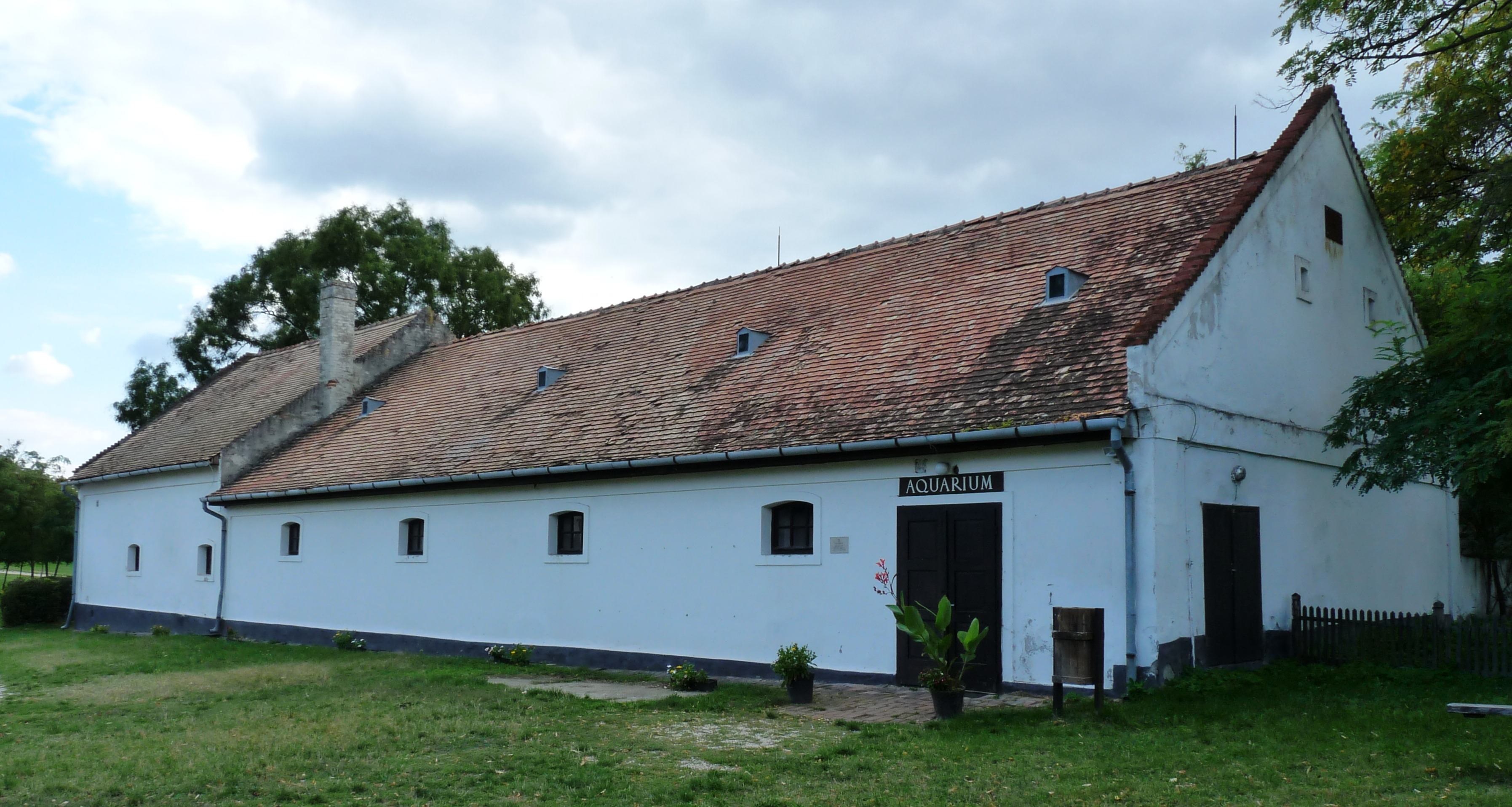
Lakóház (aquarium)
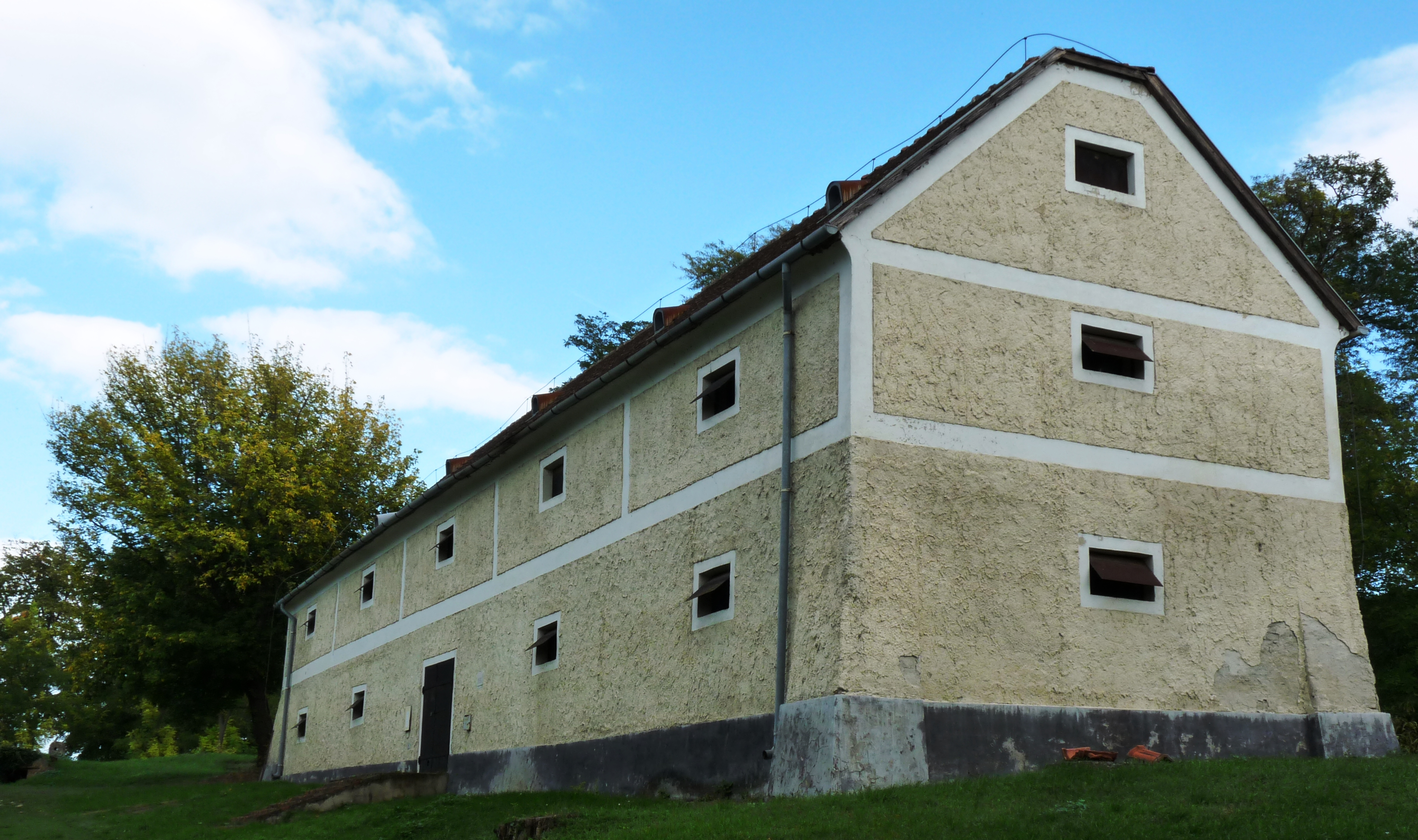
Magtár
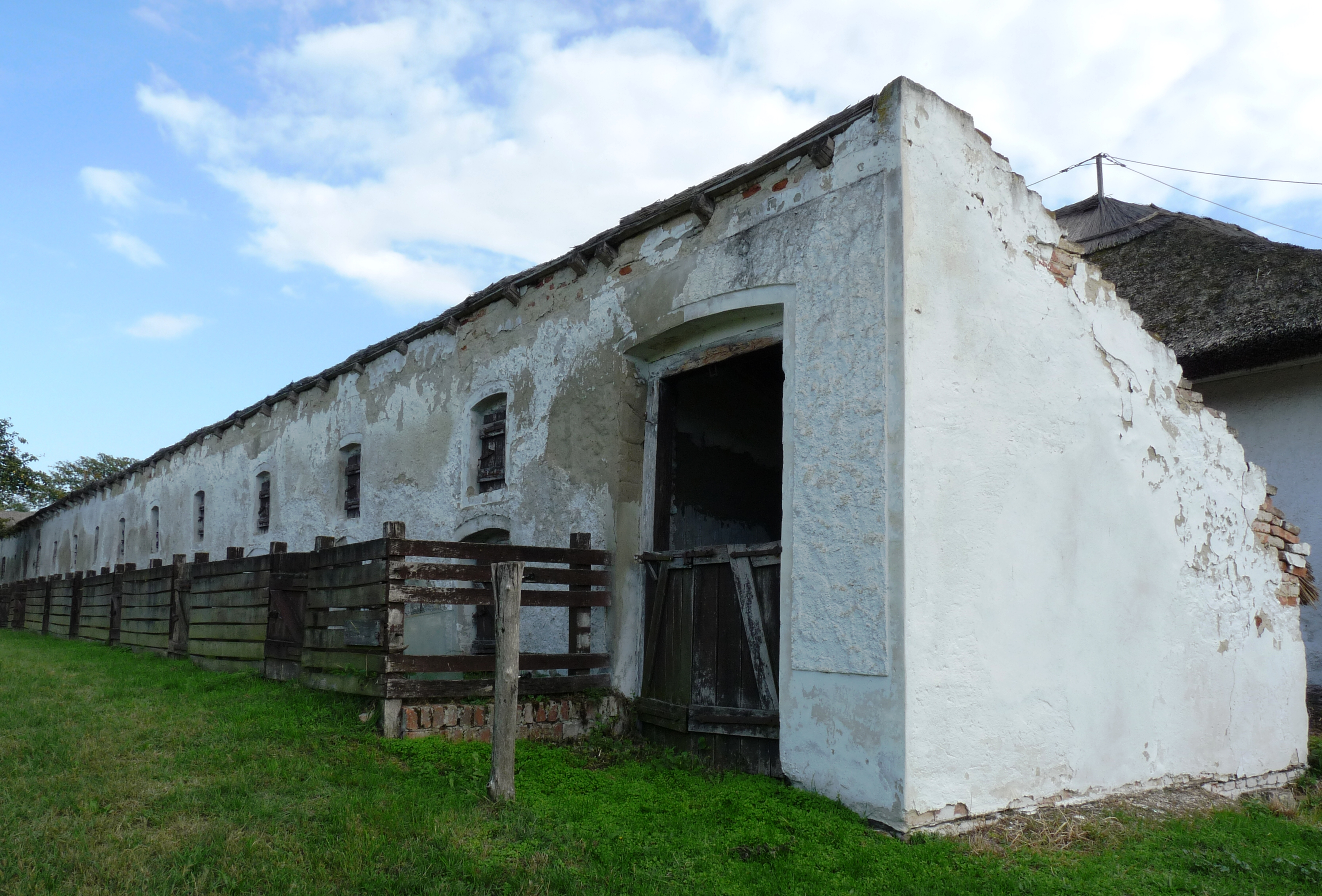
Sertésól
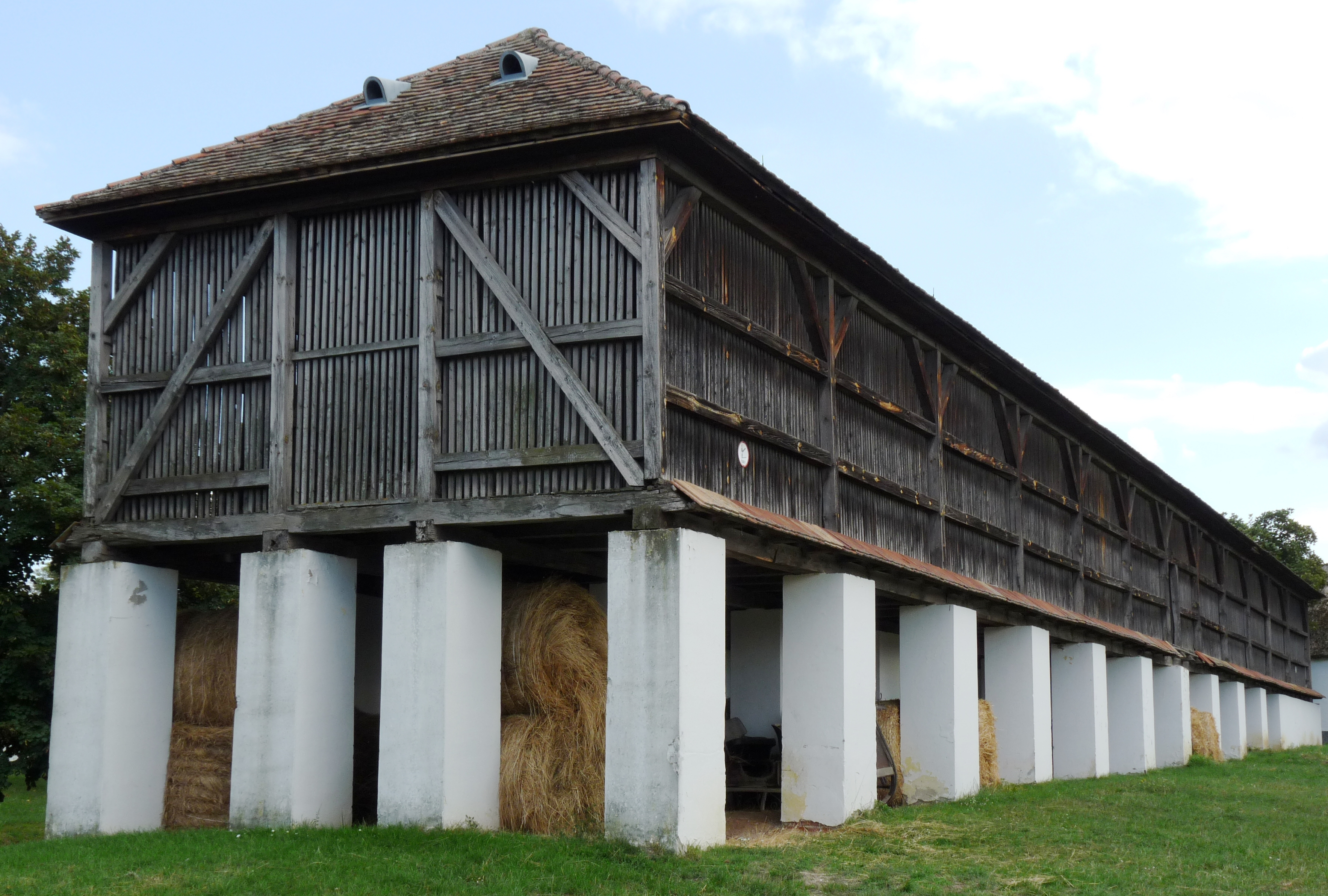
Kukoricagóré
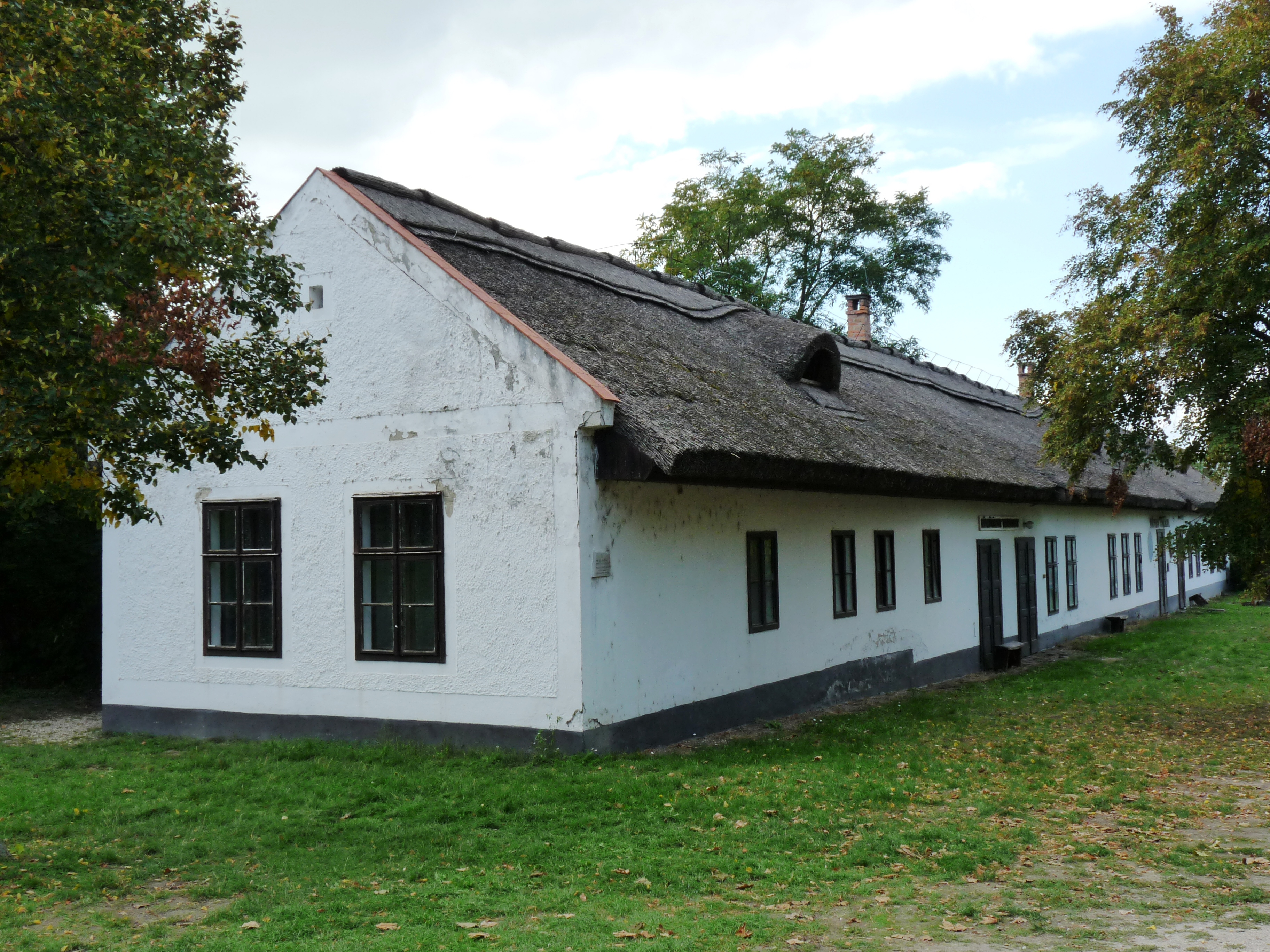
Ménes csárda